# St. Ägid (Gunzendorf)
Die römisch-katholische Pfarrkirche St. Aegidius im Ortsteil Gunzendorf der Stadt Auerbach in der Oberpfalz im Landkreis Amberg-Sulzbach von Bayern geht auf die Schlosskapelle der Burg Gunzendorf zurück, wobei der heute bestehende Burgstall aber ca. 700 m außerhalb von Gunzendorf liegt. Die Pfarrei St. Ägidius gehört zum Erzbistum Bamberg.

## Geschichte
Die Gründung der Kirche erfolgte wahrscheinlich im Jahr 1145. Ein Jahr vorher war auf Bitten des Abtes Adalbert I. von Kloster Michelfeld das durch den Bamberger Bischof Egilbert gestiftete Eschenfelden gegen das Gut Gunzenfelden eingetauscht worden. Vermutlich hielten hier bereits schon früher Patres des 1119 von Bischof Otto gegründeten Benediktinerklosters Michelfeld Gottesdienste ab.
Am 22. Juni 1542 führte Pfalzgraf Ottheinrich mit dem Religionsmandat in seinem Herzogtum Pfalz-Neuburg die Reformation ein und diese wurde nach dem Prinzip des cuius regio, eius religio auch in Gunzendorf durchgeführt; auch der Hofmarksbesitzer von 1530 bis 1548 Hans von Künsberg und sein Bruder traten zum Luthertum über und in der Folge blieb die Pfarrei fast 100 Jahre lutherisch. Im Verlauf des Dreißigjährigen Krieges kam die Oberpfalz an Kurfürst Maximilian I., der hier mit harter Hand die Gegenreformation einleitete. Auch bei den Gunzendorfern setzte er den Katholizismus wieder ein, indem am 15. Januar 1629 der Landrichter Hans Truchseß aus Auerbach mit Soldaten gegen Gunzendorf und Troschenreuth vorging. Er ließ die dortigen Pfarrer verjagen und quartierte in beiden Orten etwa 150 Soldaten solange ein, bis die Bevölkerung wieder den katholischen Glauben annahm. 
Anschließend wurde die Pfarrei Gunzendorf infolge des Priestermangels fast zwei Jahrhunderte nicht mehr besetzt; die Seelsorge übernahmen bis 1700 die Benediktiner des Klosters Michelfeld, danach bis 1741 die Pfarrei Thurndorf. Dann wurde sie wieder vom Kloster Michelfeld aus betrieben. Nach der Aufhebung des Klosters Michelfeld im Zuge Säkularisation wurde Gunzendorf vorerst noch von den Benediktinerpatres versorgt, aber am 16. August 1808 wurde die Pfarrei wieder selbständig. Hier wirkte neben dem Pfarrer bis 1850 sogar ein Kaplan, der Neuzirkendorf, heute ein Ortsteil von Kirchenthumbach mitbetreute. 
Der letzte hier residierende Pfarrer der Pfarrei Gunzendorf war Anton Müller (1911–1989), jetzt wird die Pfarrei von einem Pfarradministrator betreut. Von Gunzendorf wird jährlich eine Fußwallfahrt zur Heiligen Dreifaltigkeit nach Gößweinstein statt; der Grund für diese seit 1895 stattfindende Wallfahrt ist nicht bekannt.

## Baulichkeit
Die Kirche ist ein verputzter Massivbau mit einem Satteldach. Sie ist eine Saalkirche, Teile des Langhauses sind romanisch und aus der Mitte des 12. Jahrhunderts. Die Kirche besitzt einen eingezogenen gotischen Chor, der um 1384 errichtet wurde. Der Dachreiter mit einem Spitzhelm stammt von 1855. Der zur Kirche gehörende und ebenfalls denkmalgeschützte Pfarrhof wurde 1825 erbaut. Im Rahmen des Dorferneuerungsprogramms wurde der Ortskern mit Kirche und Pfarrhaus um- und neugestaltet; die Weihe fand am Erntedankfest 2014 statt.

## Ausstattung
Die Dorfkirche St. Ägidius ist prunkvoll in barockem Stil ausgestattet. Das Altarbild stellt den heiligen Ägidius dar. Daneben findet sich ein Bildnis der heiligen Katharina, die in einem reich mit Akanthus verzierten Rahmen dargestellt wird. Erwähnenswert ist auch ein Grabmal mit einer Pietà auf einem Granitpostament von 1863.